# Russnäs
Russnäs är en småort i Eksjö kommun, belägen i Höreda socken. Vid småortsavgränsningen 1995 bildades här en småort. Vid nästa avgränsning 2000, upplöstes småorten. 2015 avgränsades här åter en småort.
FRA hade fram till slutet av 1980-talet en radiopejl för kortvåg på Russnäs vildmosse, något väster om byn. Pejlen revs när FRA-stationen på I12 i Eksjö stängdes. 
I Russnäs växte NHL-spelaren Niklas Hjalmarsson upp. En annan Russnäsbo är politikern Mattias Ingeson.